# Harpactea sadistica
A Harpactea sadistica é uma espécie de aranha encontrada apenas em Israel, descrita em 2008.